# Justo Sanjurjo Bonrostro
Justo Sanjurjo y Bonrostro (Cádiz, siglo xix-†Udave, 26 de junio de 1873) fue un militar español, padre del general José Sanjurjo.

## Biografía
Era hijo del empleado José Sanjurjo Zapa, natural de San Fernando (Cádiz), y de la gaditana Dolores Bonrostro García. La familia residió en la ciudad de Málaga, donde nació una hermana suya. Su abuelo paterno, también llamado José Sanjurjo, procedía de Santa María de Neda (Galicia).
Justo Sanjurjo siguió la carrera militar y entró en el arma de Caballería del ejército español. Fue destinado al regimiento Pavía con el grado de alférez el 1 de marzo de 1856, siendo ascendido a teniente el 16 de julio del mismo año.
Pasó después al regimiento de húsares de la Princesa núm. 19, y en abril de 1862 fue destinado a Santo Domingo, que había vuelto a la soberanía española, donde fue ayudante de campo del capitán general de la isla, Felipe Rivero, bajo cuyas órdenes actuó durante la llamada guerra de la Restauración. En diciembre de 1863 se le ordenó pasar a la Península para continuar sus servicios. Estuvo en el regimiento de Alcántara, 2.º de cazadores, y fue ascendido a capitán en 1865.
En 1872 se encontraba en situación de reemplazo en Pamplona, donde nació su hijo José Sanjurjo, fruto de su matrimonio con Carlota Sacanell Desojo, que había nacido en Angulema (Francia), durante el exilio de su padre, el coronel barcelonés Joaquín Sacanell Carmona, quien había peleado por Carlos María Isidro de Borbón en la primera guerra carlista.
Tras la proclamación de la Primera República, se unió a los partidarios de Carlos de Borbón y Austria-Este (Carlos VII) y combatió en el norte en la tercera guerra carlista junto a sus cuñados Enrique y Joaquín Sacanell Desojo.
El 24 de marzo de 1873 el capitán general de las Provincias Vascongadas, Eulogio González Íscar, envió al ministro de la guerra, Juan Acosta Muñoz, una comunicación en la que daba cuenta que el capitán de Caballería Justo Sanjurjo y Bonrostro había desaparecido de la plaza de Pamplona, donde se hallaba de reemplazo, y suponía que había marchado a unirse a las partidas carlistas, por lo cual pedía su baja definitiva en el ejército. El ministro de la guerra accedió a ello y comunicó esta resolución a los jefes militares y al ministro de la Gobernación, Francisco Pi y Margall, que informó a su vez a los gobernadores civiles, siendo publicada la carta en los boletines oficiales de provincias.
Fue ascendido por los carlistas a coronel y halló la muerte ese mismo año en la batalla de Udave, luchando contra la columna Castañón.
Terminada la guerra, en 1876 su viuda solicitó al gobierno pensión de Montepío, la cual le fue concedida en cantidad de 375 pesetas anuales, vista la hoja de servicios de su marido y toda vez que a la familia de este le había sido otorgada, por real orden de 12 de febrero de 1868, opción a Montepío Militar, y corresponderle tal derecho, a pesar de haber pasado el causante a las filas carlistas.